# Desa Cintaasih (administrativ by i Indonesien, lat -7,22, long 107,84)
Desa Cintaasih är en administrativ by i Indonesien.   Den ligger i provinsen Jawa Barat, i den västra delen av landet, 160 km sydost om huvudstaden Jakarta.